# (22762) 1998 YM12
1998 واي أم 12 (ويعرف أيضًا باسم (22762) 1998 واي أم 12 وفق تسمية الكوكب الصغير) (بالإنجليزية: 1998 YM12)‏ هو كويكب ضمن حزام الكويكبات؛ وترتيبه 22762 من حيث الاكتشاف.
اكتُشف هذا الجُرم الفلكي بواسطة تيتسوؤو كاغاوا في 27 ديسمبر 1998.

## وصلات خارجية
- (22762) 1998 YM12 في قاعدة بيانات مختبر الدفع النفاث لأجرام النظام الشمسي الصغيرة

- الاكتشاف · مخطط المدار ·  العناصر المدارية · المعلمات المادية

- (22762) 1998 YM12 على موقع ويكي سكاي: DSS2, SDSS, GALEX, IRAS, Hydrogen α, X-Ray, Astrophoto, Sky Map, Articles and images